# 良种场生产区
良种场生产区是吉林省四平市梨树县下辖的一个类似乡级单位。

## 行政区划
下辖以下地区：良种场生产区虚拟生活区。